# H.O.C. Gazellen-Combinatie
 (mai 2022).
Si vous disposez d'ouvrages ou d'articles de référence ou si vous connaissez des sites web de qualité traitant du thème abordé ici, merci de compléter l'article en donnant les références utiles à sa vérifiabilité et en les liant à la section « Notes et références ».
Maillots
H.O.C. Gazellen-Combinatie, également connu sous le nom de HGC, est un club de hockey sur gazon néerlandais situé à Wassenaar, Hollande-Méridionale à la frontière de La Haye. Le club a été fondé le 22 septembre 1906,.
Les premières équipes (hommes et femmes) ont concouru pendant de nombreuses années au plus haut niveau de la ligue néerlandaise de hockey sur gazon, dans la "Hoofdklasse". En 1995/1996, les équipes première masculine et féminine ont remporté le championnat national. Le 1er XI masculin a également participé à la Euro Hockey League.
HGC a produit un certain nombre d'internationaux pour les équipes nationales néerlandaises et a attiré un certain nombre d'internationaux d'autres pays.

## Honneurs

### Hommes
Hoofdklasse
- Champions (2): 1989–1990, 1995–1996
- Vice-champions (10): 1970–1971, 1977–1978, 1978–1979, 1980–1981, 1986–1987, 1987–1988, 1990–1991, 1992–1993, 2006–2007, 2009–2010

Euro Hockey League
- Champions (1): 2010-2011
- Vice-champions (1): 2007-2008

Coupe d'Europe de hockey sur gazon des clubs champions
- Champions (1): 1997

Coupe d'Europe de hockey sur gazon des clubs vainqueurs
- Champions (2): 1992, 1993
- Vice-champions (1): 1994

Hoofdklasse en salle
- Champions (4): 1985–1986, 1992–1993, 1995–1996, 1997–1998

### Femmes
Hoofdklasse
- Champions (8): 1981–1982, 1984–1985, 1985–1986, 1987–1988, 1989–1990, 1992–1993, 1995–1996, 1996–1997
- Vice-champions (6): 1982–1983, 1986–1987, 1988–1989, 1990–1991, 1991–1992, 1994–1995

KNHB Cup
- Champions (1): 1996

Coupe d'Europe féminine de hockey sur gazon des clubs champions
- Champions (7): 1983, 1984, 1985, 1986, 1987, 1991, 1994
- Vice-champions (1): 1997

Coupe d'Europe de hockey sur gazon des clubs vainqueurs
- Champions (1): 1993

Hoofdklasse en salle
- Champions (6): 1981–1982, 1983–1984, 1985–1986, 1986–1987, 2002–0203, 2003–0204